# Czop (stacja kolejowa)
Czop (ukr. Чоп, węg. Csap) – stacja kolejowa w Czopie, w obwodzie zakarpackim, na Ukrainie. Zarządzana przez administrację użhorodzką Kolei Lwowskiej. 
Stacja jest ważnym węzłem komunikacyjnym i jednym z największych kolejowych przejść granicznych Ukrainy. Istnieją dwa przejścia graniczne: Straż na Słowację i Drużba na Węgry. Stacja obsługuje pociągi pasażerskie jak również towarowe (stacja rozrządowa znajduje się na północ od peronów). Na stacji odbywa się zmiana rozstawu kół pojazdów.